# 18560 Коксетер
18560 Коксетер (18560 Coxeter) — астероїд головного поясу, відкритий 7 березня 1997 року.
Тіссеранів параметр щодо Юпітера — 3,160.